# Кэди, Джон
Джон Дир Кэди (англ. John "Jack" Deere Cady; 26 января 1866, Иллинойс или Нью-Йорк, Нью-Йорк — 12 ноября 1933, Миннеаполис, Миннесота) — американский гольфист, серебряный призёр летних Олимпийских игр 1904 года.
На Играх 1904 года в Сент-Луисе Кэди участвовал в двух турнирах. В командном он занял 23-е место, и в итоге его команда стала второй и получила серебряные награды. В одиночном разряде он занял 27-е место в квалификации, но пройдя в плей-офф, закончил соревнование уже в первом раунде.
Был похоронен на кладбище Riverside Cemetery города Молин, штат Иллинойс.